# Buccinum polare
Buccinum polare is een slakkensoort uit de familie van de Buccinidae. De wetenschappelijke naam van de soort is voor het eerst geldig gepubliceerd in 1839 door Gray.

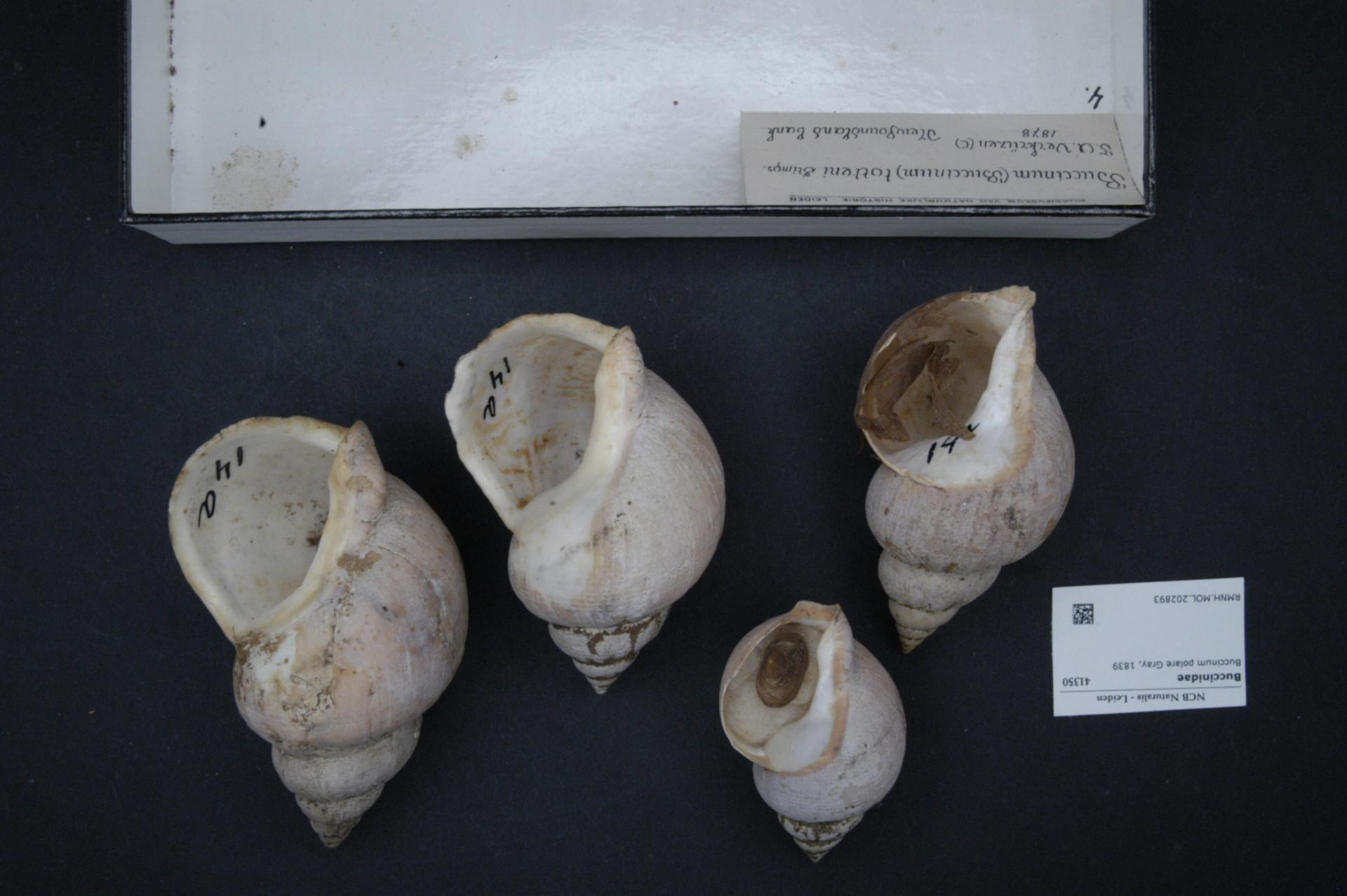
Buccinum polare Gray, 1839. Museum exemplaren Naturalis.